# 59番目のプロポーズ
『59番目のプロポーズ』（ごじゅうきゅうばんめのプロポーズ）は、mixi上のブログ記事を元にしたラブストーリー。作者のアルテイシア自身を主人公としたノンフィクション小説（自伝）であり、題名はアルテイシアと交際相手の「59番」（名前の由来は後述）の間での物語であることに由来する。
ブログでの連載当時からネット上で話題を呼び、2005年6月に美術出版社からブログの内容をまとめた書籍が出版され、ベストセラーとなった。2006年には続編として、アルテイシアと59番が2005年12月31日に入籍するまでの様子を綴った「続・59番目のプロポーズ」が出版されている。

## 登場人物
アルテイシア
主人公であり、この物語の作者。元広告代理店の営業職で作中の時点ではフリーのコンサルタント。
「機動戦士ガンダム」シリーズに登場するキャラクター「セイラ・マス」の本名「アルテイシア・ソム・ダイクン」にちなんでいる。
59番
アルテイシアが近所のバーで出会った男。「59番」という名前は、アルテイシアが過去に交際していた男の数が「おそらく58人くらい」というところから、「59番目の男」という意味で付けられたもの。普段は会社員をやりながらアマチュアの総合格闘技選手としても活動している。
出会いのきっかけは、アルテイシアの携帯電話に設定されていたアムロ・レイの着ボイスを聞いた59番がそれに反応したことだという。

## ドラマ
2006年7月11日には日本テレビ系列（「DRAMA COMPLEX」枠内）にてドラマ化された。同ドラマでは「アルテイシア」をやり手の美人編集者、「59番」を年下のオタク青年として描いている。
なお、藤原紀香と陣内智則は、このドラマの共演が縁で2007年2月17日に結婚した（2009年3月に離婚）。

### 出演者
- 沢木由美（アルテイシア） - 藤原紀香
- 立花江利子 - 中島知子
- 小泉あや - 森泉
- 生方涼子 - 森口瑤子
- 長谷川清吾（59番） - 陣内智則
- マスター - 松重豊
- カマロ - 津田寛治
- ケンジ - 小林且弥
- バンド - 木元康康
- 電車 - 飯島ぼぼぼ
- 昆虫 - 永田恵悟
- 道路 - 笹島和人
- 松本編集長 - 伊藤正之
- 鈴木 - 堀江慶
- トオル - 竹財輝之助
- 合コン相手 - 佐野大樹、森山栄治、鷲尾昇、土屋裕一

### スタッフ
- 原作 - アルテイシア（『59番目のプロポーズ』美術出版社刊）
- 脚本 - 伊勢尚子
- 監督 - 片岡K
- プロデューサー - 佐藤敦、大野哲哉、西口典子、渡邉浩仁

### 主題歌
- オープニングテーマ曲「フェニックス」布袋寅泰
- 主題歌「君を離さない」米米CLUB

### 裏話
陣内智則は、あるお笑い芸人のスケジュールが合わなかったための代役として出演した。藤原紀香はそのことが気になっていたらしく、マネージャーに尋ねたところ、スケジュールが合っていれば、キングコングの西野亮廣と共演する予定だったということを、ゲスト出演した『メレンゲの気持ち』で発言していた。

### その他
藤原紀香と陣内智則の結婚式の引き出物のバカラのグラス底には、2人のイニシャルと2人の出会った本作にちなんで59が入っていた。

## 外部データ
- ITmediaニュース:SNS「mixi」が支える恋――オタクとキャリアの物語
- ドラマコンプレックス・59番目のプロポーズ